# Crateromorpha lilium
Crateromorpha lilium är en svampdjursart som beskrevs av Schulze 1886. Crateromorpha lilium ingår i släktet Crateromorpha och familjen Rossellidae. Inga underarter finns listade i Catalogue of Life.